# Drotaverină
Drotaverina (cu denumirea comercială No-Spa, printre altele) este un medicament antispastic analog de papaverină utilizat în tratamentul spasmelor la nivelul tractului gastrointestinal, urinar și vezical. Căile de administrare disponibile sunt cea orală, intravenoasă și intramusculară.
Drotaverina are o structură similară cu papaverina și este un inhibitor de fosfodiesterază-4 selectiv, fără efecte anticolinergice.